# Rajd Polski 1978
Rajd Polski 1978 (38. Rajd Polski) to kolejna, 38 edycja rajdu samochodowego Rajd Polski rozgrywanego w Polsce. Rozgrywany był od 6 do 9 lipca 1978 roku. Bazą rajdu był Wrocław. Była to ósma runda Rajdowych Mistrzostw Świata w roku 1978 (zaliczana tylko do tzw. Pucharu FIA Kierowców, nie producentów), rajd był zarazem trzydziestą drugą rundą Rajdowych Mistrzostw Europy w roku 1978 o współczynniku 4 oraz czwartą rundą Rajdowego Pucharu Pokoju i Przyjaźni w roku 1978. Liczył 53 odcinki specjalne.

## Wyniki końcowe rajdu, klasyfikacja WRC i ERC[4]
| Miejsce | Kierowca          | Pilot           | Samochód           | Czas    | Strata   | Grupa | Pkt WRC | Pkt ERC |
| ------- | ----------------- | --------------- | ------------------ | ------- | -------- | ----- | ------- | ------- |
| 1       | Antonio Zanini    | Juan Petisco    | Fiat 131 Abarth    | 5:51:01 | -        | 4     | 9       | 80      |
| 2       | Franz Wittmann    | Helmuth Deimel  | Opel Kadett GT/E   | 6:04:10 | +13:09   | 2     | 6       | 60      |
| 3       | Salvador Canellas | Jorge Sabater   | Fiat 131 Abarth    | 6:09:04 | +18:03   | 4     | 4       | 48      |
| 4       | Vaclav Blahna     | Lubislav Hlavka | Škoda 130 RS       | 6:11:29 | +20:28   | 2     | 3       | 40      |
| 5       | Svatopluk Kvaizar | Jiri Kotek      | Škoda 130 RS       | 6:19:13 | +28:12   | 2     | 2       | 32      |
| 6       | Bogdan Wozowicz   | Witold Wozowicz | Łada 1600          | 6:22:44 | +31:42   | 2     | 1       | 24      |
| 7       | Jiri Sedivy       | Jiri Janecek    | Škoda 130 RS       | 6:25:55 | +34:54   | 2     |         | 16      |
| 8       | Heiki Ohu         | Toomas Diener   | Łada 1600          | 6:50:50 | +59:49   | 2     |         | 12      |
| 9       | Hans Britth       | Tommy Johansson | Ford Escort RS2000 | 6:53:50 | +1:02:49 | 1     |         | 8       |
| 10      | Dieter Heimburger | Roland Weitz    | Wartburg 353 W     | 7:02:18 | +1:11:17 | 2     |         | 4       |

## KlasyfikacjaCoPaF[5]
| Miejsce | Kierowca          | Pilot           | Samochód     | Czas    | Strata |
| ------- | ----------------- | --------------- | ------------ | ------- | ------ |
| 1       | Vaclav Blahna     | Lubislav Hlavka | Škoda 130 RS | 3:54:36 | 0.00   |
| 2       | Svatopluk Kvaizar | Jiri Kotek      | Škoda 130 RS | 4:00:20 | +5:43  |
| 3       | Bogdan Wozowicz   | Witold Wozowicz | Łada 1600    | 4:01:09 | +6:32  |
| 4       | Jiri Sedivy       | Jiri Janecek    | Škoda 130 RS | 4:04:40 | +10:03 |

## Punktacja

### Klasyfikacja  FIA Cup for Rally Drivers (WRC)
| Lp | Producent           | Pkt. |
| -- | ------------------- | ---- |
| 1  | Markku Alén         | 23   |
| 2  | Jean-Pierre Nicolas | 22   |
| 3  | Hannu Mikkola       | 21   |
| 4  | Björn Waldegård     | 12   |
| 4  | Walter Röhrl        | 12   |

- Uwaga: Tabela obejmuje tylko pięć pierwszych miejsc.